# Diocèse de Rourkela
Le Diocèse de Rourkela (Dioecesis Rurkelaensis) est une église particulière de l'Église catholique d'Inde, dont le siège est à Rourkela en Odisha.

## Évêques
L'évêque actuel est Mgr Kishore Kumar Kujur depuis le 26 juillet 2013.
- Alphonse Bilung du 4 juillet 1979 au 2 avril 2009
- John Barwa (en) du 2 avril 2009 au 11 février 2011

## Territoire
Son siège est en la Cathédrale du Sacré-Cœur de Rourkela.
Il comprend le district de Sundergarh en Odisha.

## Histoire
Le diocèse de Rourkela est créé le 4 juillet 1979 par détachement du diocèse de Sambalpur.